# Шолья (Армязьское сельское поселение)
Шолья — деревня в Камбарском районе Удмуртии. Входит в состав Армязьского сельского поселения.

## География
Деревня находится в юго-восточной части республики, на расстоянии примерно 22 км (по прямой к северу) от города Камбарка, административного центра района.

### Часовой пояс
Деревня Шолья, как и вся Удмуртия, находится в часовой зоне МСК+1. Смещение применяемого времени относительно UTC составляет +4:00.

## Население
| 2010 | 2012 |
| ---- | ---- |
| 0    | ↗3   |

### Национальный состав
Согласно результатам переписи 2002 года, в национальной структуре населения русские и татары составляли по 50 % из 2 чел.